# 창원 보은사 입능가경
창원 보은사 입능가경(昌原 報恩寺 入楞伽經)은 대한민국 경상남도 창원시 의창구 동읍, 보은사에 있는 책이다. 2015년 1월 15일 경상남도의 유형문화재 제572호로 지정되었다.

## 지정 사유
｢입능가경｣은 불교의 성스러운 정통교의(正統敎義)를 간직한 능가아발다라(楞伽阿跋多羅)라는 대승경전이다.
이 경의 이름은 세존이 '능가에 건너가서 설한 가르침'이라는 뜻을 내표하고 있으며, 실지로 청불품(請佛品)에서는 그러한 실정을 자세하게 이야기하고 있다.
본서(本書)는 명확한 간행 기록(刊記)은 알 수 없지만, 조선 초기에 고려 재조대장경을 50부 간행시에 인출한 인쇄본으로 판단된다. 왜냐하면, '景泰元年'(1450)에 인쇄한 ｢광홍명집｣과 비교하였을 때, 그 지질(紙質) 및 표지제책의 양식(金砂)과 전형적으로 동일(同一)하기 때문이다. 즉 표지 제첨형식의 서명(書名)이 금사(金砂)로 필기(筆記)한 사항과, 세조 당시의 전형적인 절첩본의 양식 등으로 미루어 보아, '1450년 간행본'으로 추정되는 귀중본이므로 “경상남도 유형문화재”로 지정한다.

## 참고 자료
- 창원 보은사 입능가경 - 국가유산청 국가유산포털